# Farkasfa

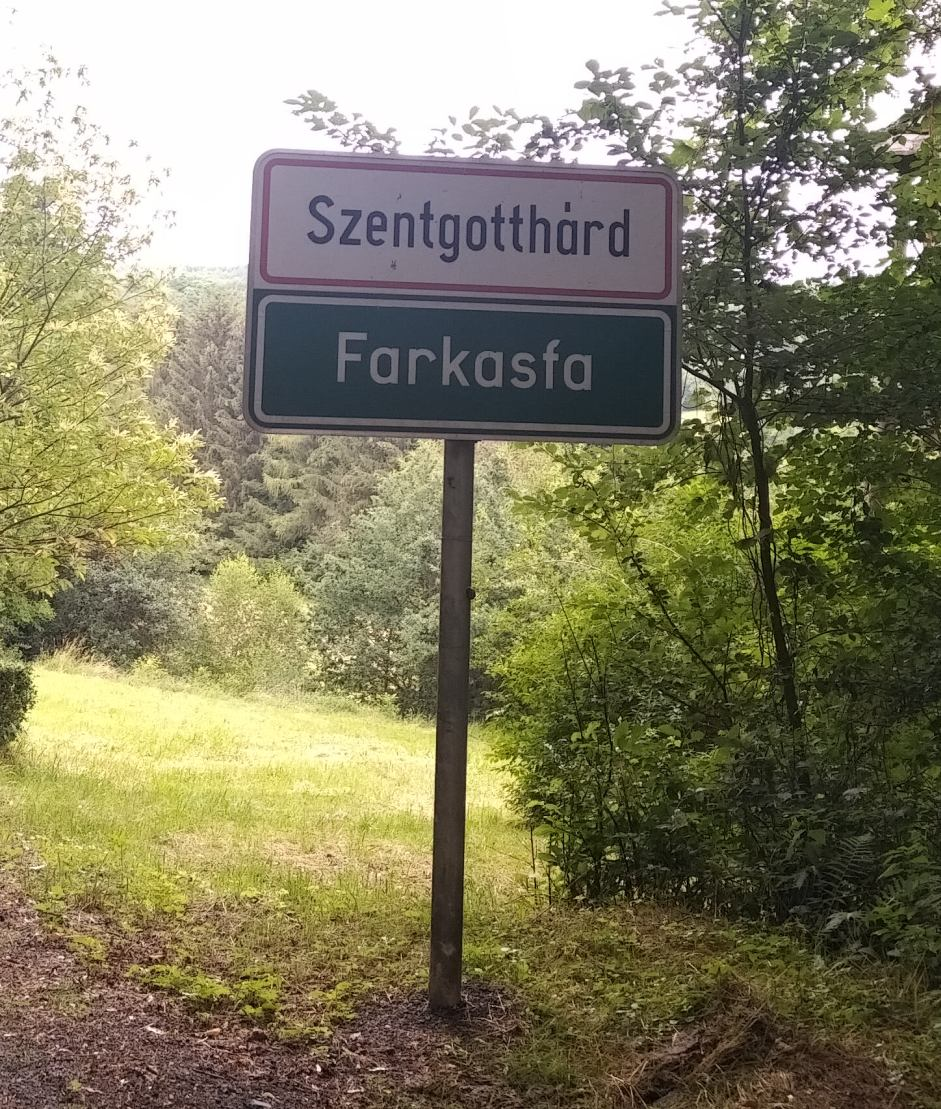
Ortstafel mit der Zugehörigkeit zu Szentgotthárd (St. Gotthard)

Farkasfa (wörtlich übersetzt: Wolfsbaum, deutsch Farkischdorf, ehemals Farkerstorff, slowenisch Farkašovci) war ursprünglich ein unabhängiges Dorf in der Region Őrség im Südwesten Ungarns, seit 1983 ist es ein Teil von Szentgotthárd. Das noch heute weiträumig von Wald umgebene Dorf entstand im Zusammenhang mit einer Rodung, im Mittelalter war es Eigentum der Zisterzienserabtei von Szentgotthárd. Neben den ungarischen Dorfbewohnern wohnten zu dieser Zeit auch viele Slowenen in Farkasfa.

## Geschichte
Die erste schriftliche Erwähnung stammt aus dem Jahr 1350 als Farkasfalua. Im Jahr 1548 unterschied man noch ein "oberes" und "unteres" Farkasfa (auch Farkasfalwa). Andere Erwähnungen von 1581 nannten es Farkasffalwa. Im 14. Jahrhundert verlief auch hier die Handelsroute zwischen Nagykanizsa und Fürstenfeld, hier befand sich die Mautstelle der Abtei.
Das Dorf wurde 1664 von den Türken niedergebrannt, da seine Bewohner sich weigerten, Steuern zu zahlen, die die Zerstörung verhindert hätten. Zuvor wurde Farkasfa bereits 1593 durch einen türkischen Angriff zerstört. Im 19. Jahrhundert ließen sich wieder viele Slowenen aus dem heutigen Prekmurje in Farkasfa nieder. Obwohl diese slowenische Gemeinschaft geschlossen keinen Bestand hatte und sich innerhalb weniger Jahrzehnte mit den ungarischen Bewohnern verband, haben heute die meisten Farkasfa lebenden Menschen Familiennamen slowenischer Herkunft (Bedi, Závecz, Zámodics, Zisko, Zakocs, Oravecz, Bölecz, Vajda, Skerlák, Zühl, Hodics, Korpics, Kerécz), viele erinnern sich an ihre slowenischen Wurzeln.

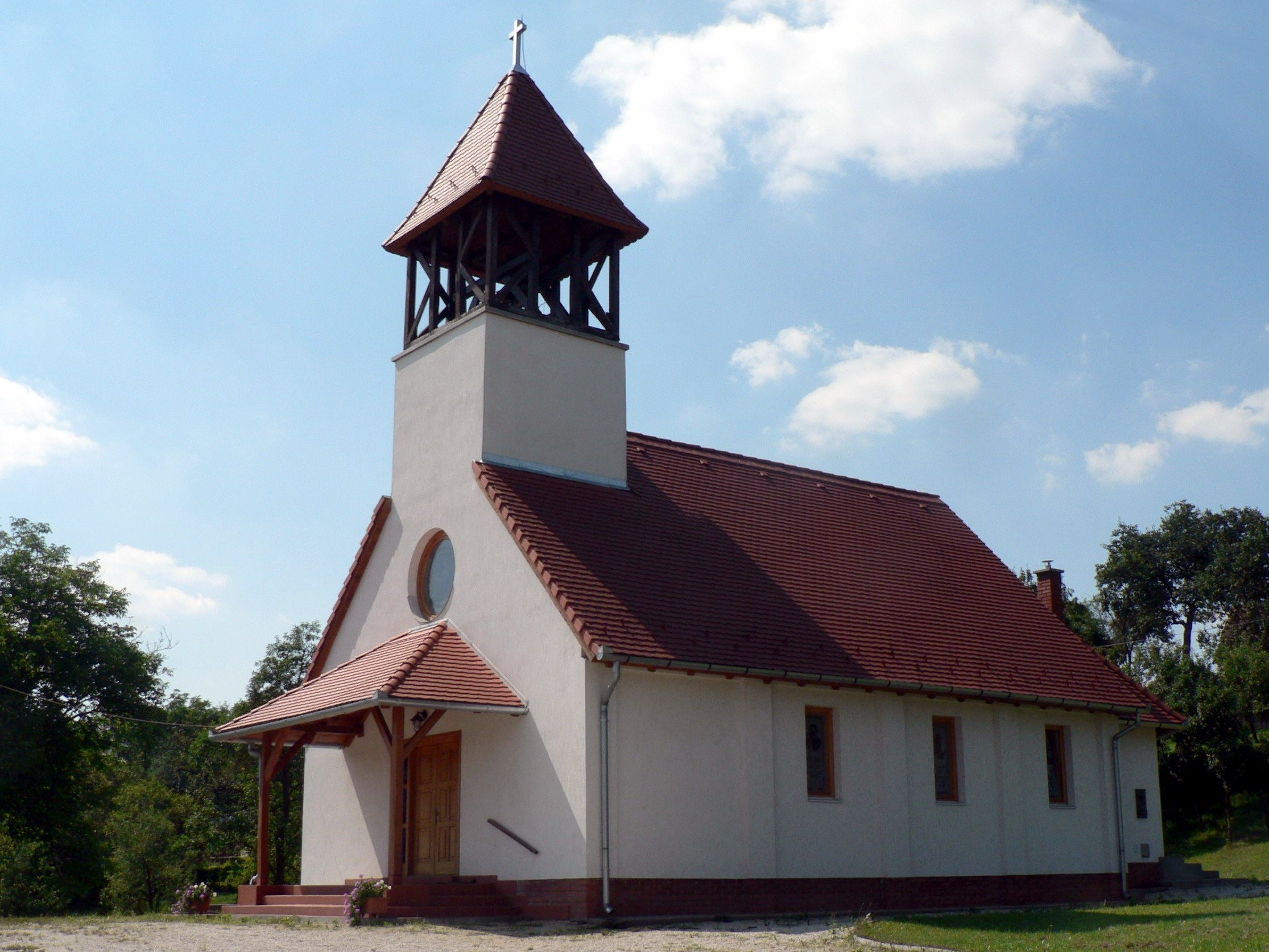
Römisch-katholische St.-Anna-Kirche

Die St.-Anna-Kirche wurde im Jahr 2000 erbaut und ist heute das größte Wahrzeichen des Dorfes. Es gibt in Farkasfa auch ein kleines Ladengeschäft und eine in den 1980er Jahren erbaute Wetterstation, die heute noch in Betrieb ist.
Es gab ein denkmalgeschütztes Haus im Dorf, das 1804 erbaut wurde. Es wurde abgerissen und im Museumsdorf Szombathely wieder aufgebaut.
In den 2000er Jahren bot sich die Möglichkeit der Unabhängigkeit des Dorfes von Szentgotthárd, da es weiter als andere mit der Stadt verbundene Siedlungen entfernt ist  (z. B.  Máriaújfalu, Rábakethely). Das Referendum darüber brachte jedoch nicht das erwartete Ergebnis, so dass das Dorf Teil von Szentgotthárd blieb.